# .zm
‎.zm‏ دامنه اینترنتی اختصاص داده شده به زامبیا است.